# D.N.Angel
D.N.Angel (jap. ディー・エヌ・エンジェル Dī・Enu・Enjeru) – manga stworzona przez Yukiru Sugisaki (jap. 杉崎ゆきる), zaadaptowana później na serial anime. Nie jest jednak dokładną jej adaptacją, jest to połączenie fantasy z komedią romantyczną. Nadaje się dla młodszych widzów – brak jakichkolwiek elementów ecchi lub scen bardzo brutalnych.

## Fabuła
Główny bohater to 14-letni Daisuke Niwa. Jest on potomkiem rodu złodziei dzieł sztuki, w której z pokolenia na pokolenie przechodzi tajemnicze alter ego Dark Mousy. Jest to doświadczony złodziej, który kradnie aby niszczyć demony ukryte w obrazach, rzeźbach itd. Posiada w swoim wyposażeniu demona With, który podczas wypraw zamienia się w czarne skrzydła. 
Zasadniczo występują dwa wątki. Wątek złodziejski, gdzie mamy do czynienia z przeróżnymi demonami oraz tajemniczym bohaterem o imieniu Krad. Oraz wątek szkolny, a zarazem romantyczny. Przedstawia on życie uczuciowe głównego bohatera i jego życie szkolne, oba w dość brutalny sposób zakłócone pojawieniem się Darka i przyprawiające głównemu bohaterowi sporo problemów.

## Bohaterowie
- Daisuke Niwa (jap. 丹羽大助 Niwa Daisuke)

Seiyū: Miyu Irino 
- Dark (jap. ダーク)

Seiyū: Ryōtarō Okiayu 
- Riku Harada (jap. 原田梨紅 Harada Riku)

Seiyū: Sara Nakayama 
- Risa Harada (jap. 原田梨沙 Harada Risa)

Seiyū: Masumi Asano 
- Satoshi Hiwatari (jap. 日渡怜 Hiwatari Satoshi)

Seiyū: Akira Ishida 
- Krad (jap. クラッド)

Seiyū: Takeshi Kusao 
- Emiko Niwa (jap. 丹羽笑子 Niwa Emiko)

Seiyū: Sakiko Tamagawa 
- Daiki Niwa (jap. 丹羽大樹 Niwa Daiki)

Seiyū: Takeshi Aono 
- Saehara Takeshi (jap. 冴原剛 Saehara Takeshi)

Seiyū: Minoru Shiraishi 
- Inspektor Saehara (jap. 冴原警部 Saehara-keibu)

Seiyū: Hirokazu Hiramatsu 
- Towa (jap. トワ)

Seiyū: Rie Tanaka 
- Yuki Suzaki (jap. 州崎由希 Suzaki Yuki)

Seiyū: Mami Kosuge 
- Kosuke Niwa (jap. 丹羽小助 Niwa Kosuke)

Seiyū: Masaki Terasoma 
- Nami Nozawa (jap. 野澤菜海 Nozawa Nami)

Seiyū: Nao Nagasawa 

## Manga
Manga autorstwa Yukiru Sugisaki miała swoją premierę w Japonii w listopadzie 1997, w magazynie „Gekkan Asuka” wydawanym przez Kadokawa Shoten. Kolejne rozdziały ukazywały się co miesiąc aż do roku 2005, po którym nastąpiła przerwa. 
Następnie po trzech latach, w numerze wydanym 24 stycznia 2008 ogłoszono, że manga zostanie wznowiona w kolejnym numerze czasopisma, wydanym 24 lutego 2008. Jakiś czas później wydawanie mangi ponownie zostało zawieszone.
W 2018 roku w czerwcowym numerze czasopisma „Gekkan Asuka” ogłoszono, że wydawanie mangi zostanie ponownie wznowione w jego lipcowym numerze. Numer ukazał się 24 maja 2018 roku. W listopadowym numerze „Gekkan Asuka” w 2020 roku autorka oświadczyła, że manga weszła już w swój finałowy etap i pozostało już tylko kilka rozdziałów do końca. W listopadzie 2020 roku na stronie wydawnictwa Kadokawa w spisie treści dla styczniowego numeru czasopisma „Gekkan Asuka” (wydanego 24 listopada 2020) podano, że manga zakończy się w trzech nadchodzących rozdziałach. Ostatni rozdział mangi ukazał się 22 stycznia 2021 roku w marcowym numerze tego czasopisma.
Tomy od szesnastego do dwudziestego zostały wydane wyłącznie w wersji elektronicznej.
W Polsce tomy zostały wydane przez wydawnictwo J.P.Fantastica.
| Nr | Język japoński       | Język japoński         | Język polski  | Język polski           |
| Nr | Data wydania         | ISBN                   | Data wydania  | ISBN                   |
| --- | -------------------- | ---------------------- | ------------- | ---------------------- |
| 01 | 13 listopada 1997    | ISBN 978-40-4-924701-5 | wrzesień 2005 | ISBN 83-7471-043-8     |
| Lista rozdziałów - Opowieść 1 Miłosne kłopoty - Opowieść 2 Iluzja - Opowieść 3 Upadły anioł - "B" jak bezczelna - Posłowie |                      |                        |               |                        |
| 02 | 14 grudnia 1998      | ISBN 978-40-4-924761-9 | 12.2005       | ISBN 83-7471-044-6     |
| 03 | 19 sierpnia 1999     | ISBN 978-40-4-924789-3 | 03.2006       | ISBN 83-7471-045-4     |
| 04 | 17 lipca 2000        | ISBN 978-40-4-924827-2 | 08.2006       | ISBN 83-7471-046-2     |
| 05 | 17 lutego 2001       | ISBN 978-40-4-924851-7 | 01.2007       | ISBN 83-7471-047-0     |
| 06 | 17 stycznia 2002     | ISBN 978-40-4-924887-6 | 05.2007       | ISBN 978-83-7471-048-0 |
| 07 | 17 października 2002 | ISBN 978-40-4-924917-0 | 09.2008       | ISBN 978-83-7471-049-7 |
| 08 | 17 marca 2003        | ISBN 978-40-4-924940-8 | 12.2008       | ISBN 978-83-7471-050-3 |
| 09 | 17 lipca 2003        | ISBN 978-40-4-924945-3 | 01.2009       | ISBN 978-83-7471-051-0 |
| 10 | 17 lutego 2004       | ISBN 978-40-4-924962-0 | 03.2009       | ISBN 978-83-7471-052-7 |
| 11 | 10 sierpnia 2005     | ISBN 978-40-4-925010-7 | 07.2009       | ISBN 978-83-7471-053-4 |
| 12 | 17 czerwca 2008      | ISBN 978-40-4-925060-2 | 18.10.2012    | ISBN 978-83-74710-54-1 |
| 13 | 17 października 2008 | ISBN 978-40-4-925063-3 | 26.11.2012    | ISBN 978-83-7471-263-7 |
| 14 | 24 września 2010     | ISBN 978-40-4-925074-9 | 09.01.2013    | ISBN 978-83-7471-264-4 |
| 15 | 24 stycznia 2011     | ISBN 978-40-4-925076-3 | 04.03.2013    |                        |
| 16 | 24 stycznia 2019     |                        | —             |                        |
| 17 | 24 lipca 2019        |                        | —             |                        |
| 18 | 24 marca 2020        |                        | —             |                        |
| 19 | 24 czerwca 2021      |                        | —             |                        |
| 20 | 24 czerwca 2021      |                        | —             |                        |

W listopadowym numerze „Gekkan Asuka” w 2020 roku ogłoszono, że od stycznia do maja 2021 roku wydana zostanie nowa, 10-tomowa edycja mangi w powiększonym formacie, która będzie tym razem zawierała wszystkie wydane rozdziały.
| Nr   | Data wydania (język japoński) | ISBN (język japoński)  |
| ---- | ----------------------------- | ---------------------- |
| I    | 22 stycznia 2021              | ISBN 978-4-04-108065-8 |
| II   | 22 stycznia 2021              | ISBN 978-4-04-108064-1 |
| III  | 22 lutego 2021                | ISBN 978-4-04-108066-5 |
| IV   | 22 lutego 2021                | ISBN 978-4-04-108067-2 |
| V    | 24 marca 2021                 | ISBN 978-4-04-108068-9 |
| VI   | 24 marca 2021                 | ISBN 978-4-04-108069-6 |
| VII  | 24 kwietnia 2021              | ISBN 978-4-04-108070-2 |
| VIII | 24 kwietnia 2021              | ISBN 978-4-04-108071-9 |
| IX   | 24 maja 2021                  | ISBN 978-4-04-108072-6 |
| X    | 24 maja 2021                  | ISBN 978-4-04-108073-3 |